# مدرسة هواماو الدولية
مدرسة هواماو الدولية هي مدرسة دولية خاصة تقع في نينغبو، الصين.

## الروابط الخارجية
1. ↑  Ningbo Huamao International School - International Baccalaureate® نسخة محفوظة 15 أكتوبر 2016 على موقع واي باك مشين.

- (بالصينية)Ningbo Huamao International School